# Баффи — истребительница вампиров (сезон 5)
Пятый сезон американского телесериала «Баффи — истребительница вампиров» вышел в эфир 26 сентября 2000 года и завершился 22-м эпизодом 22 мая 2001 года.

## Сюжет
Баффи замечает, что теряет сосредоточенность, а её патрулирование становится всё больше похожим на охоту и ей всё труднее контролировать свою силу. Джайлз начинает осознавать, что он больше не так нужен Баффи, как раньше, и даже хочет уехать обратно в Англию, но Баффи рассказывает ему о своих проблемах и просит вновь стать её Наблюдателем и учителем. Они возобновляют тренировки.
Хозяина магического магазинчика убила Хармони со своей шайкой, чтобы украсть книги об Истребительницах. Хармони планировала покончить с Баффи, но ей это не удалось. А Джайлз решает приобрести магический магазинчик, где он думает будет удобно проводить тренировки с Баффи, а также иметь доступ ко всему необходимому, и к книгам. На работу кассира он взял Аню, ей это очень понравилось.
Уиллоу и Тара достигли определённых успехов в магии, они продолжают совершенствовать свои навыки. Ксандер с Аней решают переехать из подвала в светлую и просторную съемную квартиру. Райли неожиданно говорит Ксандеру, что Баффи его не любит. Позднее у Райли начинаются проблемы с сердцем, сказывается
употребление стимуляторов в «Инициативе», но ему успевают помочь и вылечить болезнь. Хотя его доктора перед этим выкрал Спайк с Хармони в надежде, что доктор вытащит ему чип из головы, но у них ничего не получилось. После операции Баффи говорит Райли, что только он ей нужен, но он замечает всё больше и больше, что они отдаляются друг от друга. Позже он рассказывает Баффи об этом, но она не может поверить, что вина на ней. Ксандер раскрывает ей глаза и она решает остановить Райли, который уже собрался улетать обратно в армию. Баффи не успевает сделать этого…
В жизни всех как будто из неоткуда появляется младшая сестра Баффи — Дон (Мишель Трахтенберг), создаётся впечатление, что она была всегда, но позже раскроется загадка её резкого появления. А сейчас Дон только крутится вокруг Баффи и мешает ей, все считают её очень маленькой 14-летней девочкой.
Спайк начинает видеть сны, в которых он занимается любовью с Баффи, он даже вертится постоянно возле её дома. А позже пытается помогать ей. На одном из патрулирований Баффи смог ранить вампир, она хочет узнать, куда делась её ловкость и как Спайк смог убить двух Истребительниц. Он рассказывает ей историю своей жизни и в конце говорит, что в глубине души каждая Истребительница сама желает смерти, а Спайк лишь увидел это. Позднее Спайк решился признаться Баффи в любви, но она категорично ответила, что об этом не может быть и речи. В Саннидейл приехала Друсилла, она хочет вернуться к Спайку, но мало того, что он влюблён в Баффи, так он ещё и живёт с Хармони. После выяснения отношений три девушки уходят из его склепа очень огорчёнными.
У мамы Баффи начинаются проблемы со здоровьем, она как будто на секунду вспомнила, что у неё всего одна дочь — Баффи, но это никто не видел, а сама Дон толком ничего не поняла, только вызвала скорую помощь. У мамы обнаружили опухоль мозга, сделали операцию. Баффи переезжает из общежития обратно домой, она решает с помощью заклинания войти в транс и узнать, не наложили ли на её маму какое-либо проклятие, но она увидела кое-что по-интереснее: Дон мерцает что на яву, что на всех фотографиях, а её комната преобразуется в комнату, где мама Баффи держит картины. Баффи поняла, что с Дон что-то не так, она не та, за кого себя выдаёт.
В Саннидейле появляется некая богиня Глори, ищущая таинственный энергетический «Ключ». Она обладает огромной силой, которую получает, высасывая часть мозга из людей. Потом эти люди становятся сумасшедшими, помешанными на строительстве башни для Глори, на которой должен произойти обряд открытия Врат между измерениями с помощью «Ключа». Этим людям присуща некая реакция, когда они видят «Ключ» перед собой.
Этим самым «Ключом» и оказывается Дон — её создали монахи, тем самым спрятали «Ключ», чтобы Глори не смогла открыть Врата и вернуться в свой мир. Открыв их, существа, демоны и прочие не будут больше удерживаться в своих измерениях, наступит Апокалипсис для людей. Баффи узнаёт об этом и отныне заботится о Дон и оберегает её. Позднее становится известным, что богиня Глори «живёт» не в своём собственном теле, а в теле медбрата Бэна, работающего в больнице, где Баффи и Дон познакомились с ним. Когда у Глори кончаются силы, Бэн возвращается.
Джайлз за неимением информации о Глори обратился за помощью к Совету Наблюдателей, те в свою очередь приехали, начали проводить проверки, угрожали отправить Джайлза в тюрьму за сопротивление. Баффи всё это надоело, она вежливо высказалась в их сторону, объяснив, что Истребительница — главная, а не Совет. Сказала, чтобы Джайлза восстановили в должности и больше не мешали, а только помогали, если что-то знают. Совет согласился на её условия.
Баффи и Джайлз решают рассказать друзьям о Дон, после этого они начинают странно себя вести(шептаться), когда Дон рядом. Это очень досаждало ей и она решила отправиться в магический магазин Джайлза, чтобы прочитать его дневник и узнать, о чём ей не рассказывают. Дон узнала правду о себе…
В конце — Врата все же открываются, и Баффи приходится пожертвовать своей жизнью вместо сестры, чтобы закрыть их.

## В ролях

### Основной состав
- Сара Мишель Геллар — Баффи Саммерс
- Николас Брендон — Ксандер Харрис
- Элисон Ханниган — Уиллоу Розенберг
- Энтони Стюарт Хэд — Руперт Джайлз
- Марк Блукас — Райли Финн
- Джеймс Марстерс — Спайк
- Мишель Трахтенберг — Дон Саммерс
- Эмма Коулфилд — Аня
- Эмбер Бенсон — Тара

### Приглашённые звёзды
- Кристин Сазерленд — Джойс Саммерс(16 эпизодов)
- Чарли Уэббер — Бэн(14 эпизодов)
- Клэр Крамер — Глори
- Трой Блэндэл — Джинкс
- Мерседес Макнаб — Хармони Кендэлл
- Бэйли Чейз — Грэм Миллер
- Дэвид Борианаз — Ангел
- Адам Буш — Уоррен Мирс
- Джульетт Ландау — Друсилла
- Джули Бенц — Дарла
- Дин Батлер — Хэнк Саммерс

## Эпизоды
| № общий | № в сезоне | Название                                                     | Режиссёр          | Автор сценария                | Дата премьеры    | Произв. код | Зрители в США (млн) |
| --- | ---------- | ------------------------------------------------------------ | ----------------- | ----------------------------- | ---------------- | ----------- | ------------------- |
| 79 | 1          | «Баффи против Дракулы» «Buffy vs. Dracula»                   | Дэвид Соломон     | Марти Ноксон                  | 26 сентября 2000 | 5ABB01      | 5.8                 |
| Чувствуя, что ему больше нечему учить свою подопечную, Джайлз решает начать жить новой жизнью и вернуться в Англию. Во время обычного дежурства Баффи сталкивается с величайшим вампиром всех времен — графом Дракулой, который специально приехал в Саннидэйл, чтобы познакомиться со знаменитой Истребительницей вампиров. Он предлагает Баффи знание об истинной сущности Истребительниц и их скрытых возможностях. Пока Баффи находится под влиянием слов Дракулы, Уиллоу и Джайлз пытаются найти достоверную информацию о легендарном вампире, а Райли отправляется за информацией к Спайку. Ксандер, которого Дракула подчинил своей воле, приводит Истребительницу прямо к своему новому хозяину. Джайлз и Райли обнаруживают логово Дракулы и пытаются найти Баффи, в то время как Истребительница борется с искушением поддаться чарам могущественного гостя. |            |                                                              |                   |                               |                  |             |                     |
| 80 | 2          | «Моё истинное «Я»» «Real Me»                                 | Дэвид Гроссман    | Дэвид Фьюри                   | 3 октября 2000   | 5ABB02      | 6.2                 |
| После встречи с Дракулой Баффи полна решимости узнать всё об Истребительницах. Она просит Джайлза помочь ей понять природу своих способностей. В то же время Баффи постоянно приходится отвлекаться из-за своей младшей сестры Дон, которая не испытывает восторга по поводу того, что её сестра — Истребительница вампиров. После того как во время ограбления магазина магических товаров убивают его владельца, Джайлз решает стать новым хозяином «Магической шкатулки». Выясняется, что из магазина были похищены книги, в которых содержалось множество ценной информации об Истребительницах. Налётом на магазин руководила Хармони, вознамерившаяся своими силами уничтожить Баффи и собравшая для этого свою собственную банду. Однако все её планы терпят неудачи, и по совету Спайка Хармони решает захватить младшую сестру Баффи в качестве заложницы. Истребительница находит логово вампиров как раз вовремя — члены банды, несогласные с планами Хармони, собираются избавиться от своей предводительницы, предварительно выпив кровь из Дон. |            |                                                              |                   |                               |                  |             |                     |
| 81 | 3          | «Подмена» «The Replacement»                                  | Джеймс А. Контнер | Джейн Эспенсон                | 10 октября 2000  | 5ABB03      | 5.3                 |
| Сильный и изобретательный демон собирается убить Истребительницу вампиров. Используя свою силу, ему удаётся создать двойника Ксандера, который начинает жить собственной жизнью, в то время как прежний Ксандер отчаянно пытается доказать своим друзьям, что он — не демон. Джайлз выясняет, что если убить хотя бы одного из двух Ксандеров, то погибнут они оба. Тем временем демон в поисках Баффи врывается в новую квартиру Ксандера, в которой находятся оба двойника. |            |                                                              |                   |                               |                  |             |                     |
| 82 | 4          | «Схожу с ума» «Out of My Mind»                               | Дэвид Гроссман    | Ребекка Ренд Киршнер          | 17 октября 2000  | 5ABB04      | 5.1                 |
| Микрочип, вживлённый в грудь Райли, неожиданно ускоряет свою работу, придав Райли нечеловеческую силу и сделав его нечувствительным к боли. Баффи удаётся предупредить военных, которые присылают на помощь Райли врача из «Инициативы». Но бывший солдат не желает вновь ложиться на операционный стол и скрывается в пещерах лабораторного комплекса. Понимая, что сердце Райли не выдержит сумасшедших нагрузок чипа, Баффи просит Спайка как можно быстрее разыскать беглеца. Однако Спайк имеет свои собственные планы для доктора из «Инициативы». Похитив его, Спайк требует удалить из своей головы микрочип. После завершения операции Спайк намеревается покончить с Истребительницей раз и навсегда. |            |                                                              |                   |                               |                  |             |                     |
| 83 | 5          | «Нет места лучше дома» «No Place Like Home»                  | Дэвид Соломон     | Дуглас Петри                  | 24 октября 2000  | 5ABB05      | 6.4                 |
| Баффи и Дон волнуются за Джойс, здоровье которой ухудшается без видимых причин. В то время как Джайлз официально открывает свой новый магазин магических товаров, Баффи пытается отыскать след заклятья, которое может быть причиной заболевания Джойс. В поисках ответов Истребительница сталкивается со своим новым врагом — привлекательной девушкой, обладающей сверхъестественной силой. Новый враг разыскивает таинственный «Ключ», с помощью которого он сможет вернуться домой. Баффи узнаёт, что на неё возложена новая миссия, и от её исхода будет зависеть не только судьба мира, но и жизнь её младшей сестры Дон, которая является не той, кем кажется на первый взгляд. |            |                                                              |                   |                               |                  |             |                     |
| 84 | 6          | «Семья» «Family»                                             | Джосс Уидон       | Джосс Уидон                   | 7 ноября 2000    | 5ABB06      | 6.2                 |
| Баффи рассказывает правду о Дон Джайлзу, но не решается рассказать об этом остальным. Красивая блондинка выбирается из-под завала заброшенной фабрики. Охваченная жаждой мщения, она приказывает нескольким демонам убить Истребительницу вампиров. Тем временем в город приезжают родственники Тары, желающие забрать девушку домой. Сама Тара ведёт себя очень странно, накладывая на своих друзей заклятье, которое должно скрыть от них истинную сущность Тары. Однако заклятье начинает действовать неправильно, и Баффи вместе с друзьями оказывается неспособной видеть любых демонов, поэтому Истребительнице приходится сражаться с невидимыми врагами. Вскоре после боя Баффи и все остальные узнают страшную тайну, которую скрывала от них Тара. |            |                                                              |                   |                               |                  |             |                     |
| 85 | 7          | «Глупости во время любви» «Fool for Love»                    | Ник Марк          | Дуглас Петри                  | 14 ноября 2000   | 5ABB07      | 5.7                 |
| Сражаясь с обыкновенным вампиром, Баффи чуть было не погибает от его рук. Истребительница начинает задумываться о том, какой смертью умирали её предшественницы. После того как Джайлзу не удаётся найти нужных сведений, Баффи отправляется к Спайку, который в прошлом убил двух Истребительниц. В то время как Райли собирается найти и убить вампира, ранившего Баффи, сама она вынуждает рассказать Спайка о его схватках с Истребительницами. В своём рассказе Спайк возвращается в далёкое прошлое, когда он ещё был человеком. Баффи узнаёт о том, как Спайк познакомился с Друзиллой, Анджеласом и Дарлой. Кроме того, вампир раскрывает Баффи главный секрет, от которого зависит жизнь Истребительницы. |            |                                                              |                   |                               |                  |             |                     |
| 86 | 8          | «Тень» «Shadow»                                              | Дэн Аттиас        | Дэвид Фьюри                   | 21 ноября 2000   | 5ABB08      | 4.8                 |
| Баффи шокирована, узнав, что у Джойс обнаружена опухоль мозга. Несмотря на то, что опухоль находится в начальной стадии развития, Баффи намерена исцелить Джойс при помощи магии. Тем временем Глори собирается сотворить зверя, который сможет найти для неё «Ключ». Получив все необходимые ингредиенты для ритуала, блондинка превращает обычную кобру в магическое существо, обладающее способностью видеть то, чего не могут видеть другие. После того как магическая кобра узнаёт «Ключ» в Дон, Баффи устремляется в погоню за монстром, стремясь не допустить раскрытия тайны. |            |                                                              |                   |                               |                  |             |                     |
| 87 | 9          | «Прислушиваясь к страху» «Listening to Fear»                 | Дэвид Соломон     | Ребекка Ренд Киршнер          | 28 ноября 2000   | 5ABB09      | 5.5                 |
| Уиллоу и Тара становятся свидетельницами падения метеорита. Они ещё не знают, что в этом метеорите находится Нечто, и оно прибыло на Землю с определённой целью. Тем временем Джойс проводит последние дни в ожидании операции. Баффи и Дон замечают, что симптомы болезни уже начинают сказываться - у Джойс происходят короткие приступы невменяемости. Надеясь облегчить состояние матери, Баффи отвозит её домой. Истребительница не подозревает, что Джойс стала целью инопланетного демона, который уже убил шестерых человек. Несмотря на то, что его поисками занимается Райли и отряд военных, пришелец проникает в дом семьи Саммерс и нападает на Джойс. |            |                                                              |                   |                               |                  |             |                     |
| 88 | 10         | «Блуждая в потёмках» «Into the Woods»                        | Марти Ноксон      | Марти Ноксон                  | 19 декабря 2000  | 5ABB10      | 4.9                 |
| Баффи счастлива, когда операция по удалению опухоли у Джойс проходит успешно. Но радостную идиллию нарушает Спайк, который раскрывает Баффи тайну Райли Финна, несколько ночей подряд проводившего в объятиях вампиресс. Шокированная Баффи воочию наблюдает за тем, как Райли позволяет вампиру медленно пить свою кровь. Тем временем отряд майора Эллиса собирается отправиться в Центральную Америку, чтобы принять участие в секретной операции по уничтожению демонов. Военные предлагают Райли вернуться на службу. Баффи не может понять поступка Райли, который всё же заводит с ней сложный разговор об их взаимоотношениях. Райли рассказывает Баффи о предложении от военных и собирается уехать вместе с ними, если Баффи не остановит его. У Истребительницы остаётся очень мало времени, чтобы определиться в своих чувствах к Райли и сделать свой выбор. |            |                                                              |                   |                               |                  |             |                     |
| 89 | 11         | «Треугольник» «Triangle»                                     | Кристофер Хиблер  | Джейн Эспенсон                | 9 января 2001    | 5ABB11      | 4.8                 |
| Баффи постепенно приходит в себя после драматичного отъезда Райли. Джайлз на несколько дней уезжает в Англию, чтобы получить доступ к архивам Совета Наблюдателей и найти любую полезную информацию о Глори. Тем временем назревает конфликт между Аней и Уиллоу, которые в последнее время очень часто спорят друг с другом. Случайно девушки выпускают на волю огромного тролля Олафа, в далёком прошлом — бывшего любовника Аньянки. Гигантский тролль учиняет большой разгром в «Бронзе» и отправляется за Уиллоу и Аней, намереваясь покончить с двумя ведьмами. Обстоятельства складываются таким образом, что от решения Ксандера будет зависеть жизнь Ани или Уиллоу. И Ксандер делает свой выбор. |            |                                                              |                   |                               |                  |             |                     |
| 90 | 12         | «Проверка» «Checkpoint»                                      | Ник Марк          | Дуглас Петри и Джейн Эспенсон | 23 января 2001   | 5ABB12      | 5.0                 |
| Совет Наблюдателей во главе с Квентином Трэверсом прибывает в Саннидэйл, чтобы подвергнуть Баффи контрольной проверке, которая должна дать исчерпывающую информацию о способностях Истребительницы и её благонадёжности. В обмен на сотрудничество Совет предлагает Баффи ценную информацию о Глори, не уступающей по своим силам Истребительнице. В противном случае Совет угрожает закрыть магазин «Магическая шкатулка» и навсегда выслать Джайлза из страны. |            |                                                              |                   |                               |                  |             |                     |
| 91 | 13         | «Кровные узы» «Blood Ties»                                   | Майкл Гершман     | Стивен С. ДеНайт              | 6 февраля 2001   | 5ABB13      | 4.9                 |
| Баффи рассказывает своим друзьям правду о Дон и «Ключе». Заметив, что окружающие начинают вести себя напряженно в её присутствии, Дон решается прочесть заметки Джайлза, надеясь найти в них ответы на свои вопросы. Для того, чтобы проникнуть ночью в «Магическую шкатулку», где хранятся дневники Джайлза, Дон берёт в помощники Спайка, который хочет приглядеть за неосмотрительной сестрой Истребительницы. Правда, которую узнаёт Дон, шокирует её и она сбегает из дома. Баффи и её друзьям необходимо найти расстроенную Дон раньше, чем это сделает Глори. |            |                                                              |                   |                               |                  |             |                     |
| 92 | 14         | «Влюблённость» «Crush»                                       | Дэн Аттиас        | Дэвид Фьюри                   | 13 февраля 2001  | 5ABB14      | 4.9                 |
| Расследуя зверское убийство шестерых пассажиров в поезде, Баффи невольно узнаёт о чувствах, которые испытывает к ней Спайк. После неудачного признания в любви разочарованный Спайк возвращается в свой склеп, где его встречает Друзилла. Обворожительная вампиресса хочет вернуться к Спайку и дать ему возможность снова убивать. Вновь ощутив забытый вкус человеческой крови, Спайк должен сделать очень трудный для себя выбор — выбор между любовью своего прошлого и маловероятной, но возможной любовью в будущем. |            |                                                              |                   |                               |                  |             |                     |
| 93 | 15         | «Я была создана, чтобы любить тебя» «I Was Made to Love You» | Джеймс А. Контнер | Джейн Эспенсон                | 20 февраля 2001  | 5ABB15      | 5.1                 |
| В Саннидэйле появляется девушка-робот Эйприл, которая никак не может найти своего создателя — студента-изобретателя по имени Уоррен. Эйприл запрограммирована на чистую и искреннюю любовь к Уоррену, поэтому она всеми силами старается найти его. Разбираясь в этой ситуации, Баффи находит Уоррена раньше девушки-робота и выясняет, что изобретателю надоело его собственное творение и он намеренно скрывается от Эйприл, потому что разлюбил её. Однако Истребительнице приходится вмешаться, когда действия Эйприл становятся опасны для жизни подруги Уоррена Катрины. Но вскоре Баффи понимает, что на самом деле у неё и Эйприл одни и те же переживания. |            |                                                              |                   |                               |                  |             |                     |
| 94 | 16         | «Тело» «The Body»                                            | Джосс Уидон       | Джосс Уидон                   | 27 февраля 2001  | 5ABB16      | 6.0                 |
| Баффи и её друзья сталкиваются с тем, чего раньше им не никогда приходилось испытывать — утратой близкого всем человека, который больше никогда не сможет вернуться к ним. После этого всё в жизни друзей должно измениться. |            |                                                              |                   |                               |                  |             |                     |
| 95 | 17         | «Навсегда» «Forever»                                         | Марти Ноксон      | Марти Ноксон                  | 17 апреля 2001   | 5ABB17      | 4.3                 |
| После похорон Джойс расстроенная Баффи попадает в объятия Энджела, который приехал в Саннидэйл, как только узнал о смерти её матери. Тем временем Дон по-прежнему не может смириться с тем, что её мамы больше нет. Она собирается провести сложный ритуал воскрешения, но для его исполнения ей необходимо найти основной ингредиент, и Спайк собирается помочь девочке найти его. |            |                                                              |                   |                               |                  |             |                     |
| 96 | 18         | «Вторжение» «Intervention»                                   | Майкл Гершман     | Джейн Эспенсон                | 24 апреля 2001   | 5ABB18      | 4.7                 |
| В надежде понять причины своего эмоционального кризиса Баффи отправляется в священное место в пустыне, где она хочет найти ответы на волнующие её вопросы. Тем временем Спайк получает от Уоррена Баффи-робота, собранного по его заказу. Робот практически ничем не отличается от оригинала, разве что крайне сильной любовью и заботой о Спайке. Это обстоятельство наводит миньонов Глори на мысль о том, что Спайк и есть «Ключ». В то время, как Глори жестоко пытает похищенного Спайка, надеясь выбить из него информацию о «Ключе», Баффи-робот и настоящая Баффи сталкиваются друг с другом лицом к лицу. |            |                                                              |                   |                               |                  |             |                     |
| 97 | 19         | «Трудная любовь» «Tough Love»                                | Дэвид Гроссман    | Ребекка Ренд Киршнер          | 1 мая 2001       | 5ABB19      | 4.6                 |
| Баффи решает не заканчивать семестр в университете, чтобы посвятить всё своё время защите Дон, которая показывает плохие результаты в школе. Глори определяет свою очередную жертву и отправляется на её поиски. Поссорившись с Уиллоу, Тара одна уходит на ярмарку, где её и находит демоническая богиня, полагающая, что Тара и есть «Ключ». Разочаровавшись в своей догадке, Глори исчезает, оставляя Тару в невменяемом состоянии. Баффи должна успеть спасти Уиллоу, охваченную жаждой мщения и планирующую напасть на богиню. Истребительница не знает, что финальный отсчёт уже начался и Дон угрожает уже реальная опасность. |            |                                                              |                   |                               |                  |             |                     |
| 98 | 20         | «Спираль» «Spiral»                                           | Джеймс А. Контнер | Стивен С. ДеНайт              | 8 мая 2001       | 5ABB20      | 5.1                 |
| Понимая, что Дон находится в большой опасности, Баффи вместе с друзьями сбегает из Саннидэйла, стараясь уехать как можно дальше от Глори. Но кроме демонической богини за Истребительницей охотится армия рыцарей Бизантиума, стремящихся уничтожить «Ключ». События развиваются стремительно: Джайлз и Спайк ранены, Дон узнаёт о том, что она может уничтожить Вселенную, а Баффи приходится всеми силами защищать своих друзей. В это время появляется Глори, и три могущественные силы начинают сражение посреди пустыни. |            |                                                              |                   |                               |                  |             |                     |
| 99 | 21         | «Тяжесть мира» «The Weight of the World»                     | Дэвид Соломон     | Дуглас Петри                  | 15 мая 2001      | 5ABB21      | 4.8                 |
| После похищения Дон Баффи впадает в кататонию — состояние полной отрешённости от внешнего мира. Глори пытается подавить в себе человечность Бена, которая постепенно начинает овладевать демонической богиней. В то время как Спайк и Ксандер разыскивают любую полезную информацию о дальнейших планах Глори, Уиллоу использует свои магические способности и проникает в сознание лучшей подруги. В своём воображении Баффи уже проиграла схватку с Глори и испытывает чувство вины по отношению к своей сестре и друзьям. Уиллоу должна всеми силами помочь Баффи вернуться в реальный мир. |            |                                                              |                   |                               |                  |             |                     |
| 100 | 22         | «Дар» «The Gift»                                             | Джосс Уидон       | Джосс Уидон                   | 22 мая 2001      | 5ABB22      | 5.2                 |
| Глори совершает последние приготовления к ритуалу, который обрушит на Землю очередной Апокалипсис, в то время как Баффи вместе с друзьями готовится к последней битве с демонической богиней. Истребительница знает, что если ритуал начнётся, то только смерть Дон спасёт Землю от разрушения. С помощью Тары Баффи и её друзья находят место проведения ритуала и нападают на Глори. Джайлз, Уиллоу, Ксандер, Аня и Спайк понимают, что из этой схватки они могут не вернуться живыми. Однако финал всех событий оказывается непредсказуемым — кровь Дон открывает портал. Что будет дальше? Выбор остаётся за Истребительницей вампиров. |            |                                                              |                   |                               |                  |             |                     |